# La hija de la española
La hija de la española es la primera novela de la escritora venezolana Karina Sainz Borgo. Fue publicada en España por primera vez por la editorial Lumen. 
La obra fue galardonada con el Grand prix de l'héroïne Madame Figaro du roman étranger (2020), en Francia y estuvo nominada al LiBeraturpreis (2020), en Alemania, fue finalista del Premio Kulturhuset Stadsteatern Stockholm (2021), en Suecia y longlist del Europese Literatuurprijs (2021), en los Países Bajos.
La novela ha sido traducida más de veinte idiomas.

## Argumento
La novela transcurre en una ciudad de Caracas sumida en la violencia política, luego de que la madre de Adelaida Falcón muera tras una larga enfermedad. Adelaida, sin futuro ni arrigo, decide encontrar la manera de emigrar, mientras rememora su infancia en Ocumare. Entre las temáticas que aborda se encuentran la violencia política, el desarraigo, y el derrumbe moral de una sociedad.

## Temática
El gran tema de la novela es el desarraigo ante de la destrucción de un país sumido en la violencia política.
En este sentido, la autora alterna la voz de la narradora, que posee un lenguaje mestizo, con voces españolas, como representación del futuro que le espera como emigrante, combinadas con un registro oral, propio de las costas de Aragua, que sería un recuerdo de la infancia y la juventud en Venezuela.
De igual forma, se muestra por un lado una Caracas oscura y devastada por la crisis económica y la persecución política; y por otro lado Ocumare: un paisaje bucólico, pobre también, pero que conserva cierta dignidad. Dice Juan José Lara al respecto: "Playas de arenas nacaradas y aguas de primorosas gamas de azul. Las palmeras cocoteras se comban y proyectan una sombra grácil. En torno, la montaña de pelaje ríspido. Vastas plantaciones de un cacao con el que se hace el que es, probablemente, el mejor chocolate del mundo, de regusto frutal y vetas de madera. El mar, dadivoso, ofrece a los pescadores su entraña preñada de atunes, sardinas, bacalaos, langostinos, cazones. Ocumare de la Costa, estado de Aragua, edén caribeño. Más que una ciudad, un símbolo: símbolo de un país que Dios hizo paraíso y el hombre convirtió en infierno. O sea, Venezuela. Ocumare, como Macondo, como Comala, uno de esos lugares cuya existencia es ya más literaria que real: por mucho que los mapas insistan en su existencia física, existe con más intensidad en el mundo de las letras que en la inhóspita realidad material. Por la gracia de La hija de la española, de Karina Sainz Borgo."

## Recepción
La revista estadounidense Time incluyó este título entre los 100 libros más importantes del año 2019.
Roberto Lovera De Sola, para el diario El Nacional calificó a la novela de "obra en la cual los venezolanos nos podemos mirar ante un espejo en el momento trágico que vivimos". El escritor Fernando Aramburu resalta la "extraordinaria calidad de Sainz Borgo como novelista".
Según el New York Times, la novela tiene "ecos de Borges", en una Venezuela que vive en un caos político. Thierry Clermont, en Le Figaro, considera que Sainz Borgo "publica una primera novela magistral, saturada de violencia, de esperanza y de luz". Mientras que Florence Noiville, en Le Monde considera La hija de la española como una bella y feroz primera novela.
Silvia Moreno-García para NPR, la novela tiene un lenguaje poético que mantiene al lector atado a la obra, "inmerso en la belleza de la prosa. Sería de noche en Caracas es un libro doloroso, enojado, lleno de la melancolía y rabia de una mujer por la pérdida de su nación."